# Ла-Массана (футбольний клуб)
Футбольний клуб «Ла-Массана» (кат. Futbol Sala La Massana) — андоррський футбольний клуб із містечка Ла-Массана, заснований 2005 року. Виступає в Сегона Дівісіо.

## Історія
Клуб «Ла-Массана» був заснований 2005 року. Найбільш відомим є команда з футзалу, оскільки кілька її гравців захищали кольори національної збірної Андорри.
Футбольна команда «Ла-Массана» виступає у другому дивізіоні. У сезоні 2019-20 команда посіла друге місце та у плей-оф зіграла з клубом «Каррой» поступившись 1-4.
Наступного сезону також поступились команді «Каррой» за сумою двох матчів 1-5.
Не вдалось клубу підвищитись і в сезоні 2021–22 поступившись за сумою двох матчів «Енгордані» 1-7.
Сезон 2023–24 виявився вдалим для команди, «Ла-Массана» стала переможцем другого дивізіону та з першого місця отримала підвищення в класі.
За підсумками сезону 2024–25 клуб посів останнє місце та вибув до другого дивізіону.